# Austin A40 Farina
Austin A40 Farina (i Sverige, Danmark och Norge kallad Austin A40 Futura) var en personbil, tillverkad av den brittiska biltillverkaren Austin mellan 1958 och 1967.
Hösten 1958 ersattes Austin A35 av den nya Austin A40 Farina. Mekaniken, inklusive de hydromekaniska bromsarna, hämtades rakt av från företrädaren, men karossen var helt ny. Det var det första resultatet i samarbetet mellan BMC och Pininfarina. Trots den kombi-lika formen hade bilen bara en liten bagagelucka som öppnades nedåt, som på Hundkojan. Baksätets ryggstöd kunde dock fällas ned, för att öka bagagevolymen. Ett år efter introduktionen tillkom kombi-versionen Countryman, med uppfällbar bakruta för en tvådelad baklucka. 
Hösten 1961 kom den förbättrade Mk II-versionen. Den viktigaste förändringen var att hjulbasen förlängts, vilket förbättrade utrymmet för baksätespassagerarna. Dessutom fick bilen starkare motor och helt hydrauliska bromsar.
Ett år senare infördes den större motorn från Austin 1100. Bilen fortsatte sedan att tillverkas utan större förändringar fram till november 1967.

## Motor
| Modell | Motor              | Cylindervolym | Effekt | Bränslesystem   |
| ------ | ------------------ | ------------- | ------ | --------------- |
| Mk I   | 4-cyl radmotor ohv | 948 cm³       | 34 hk  | Enkel förgasare |
| Mk II  | 4-cyl radmotor ohv | 948 cm³       | 37 hk  | Enkel förgasare |
| 1.1    | 4-cyl radmotor ohv | 1098 cm³      | 48 hk  | Enkel förgasare |